# 安田記念

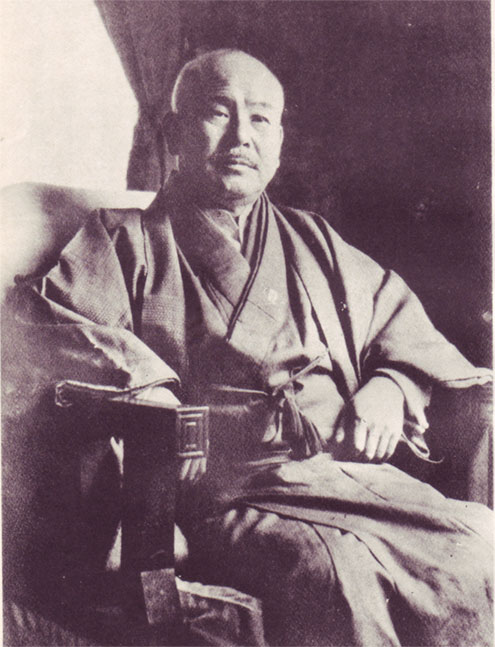
安田伊左衛門（1872 - 1958）

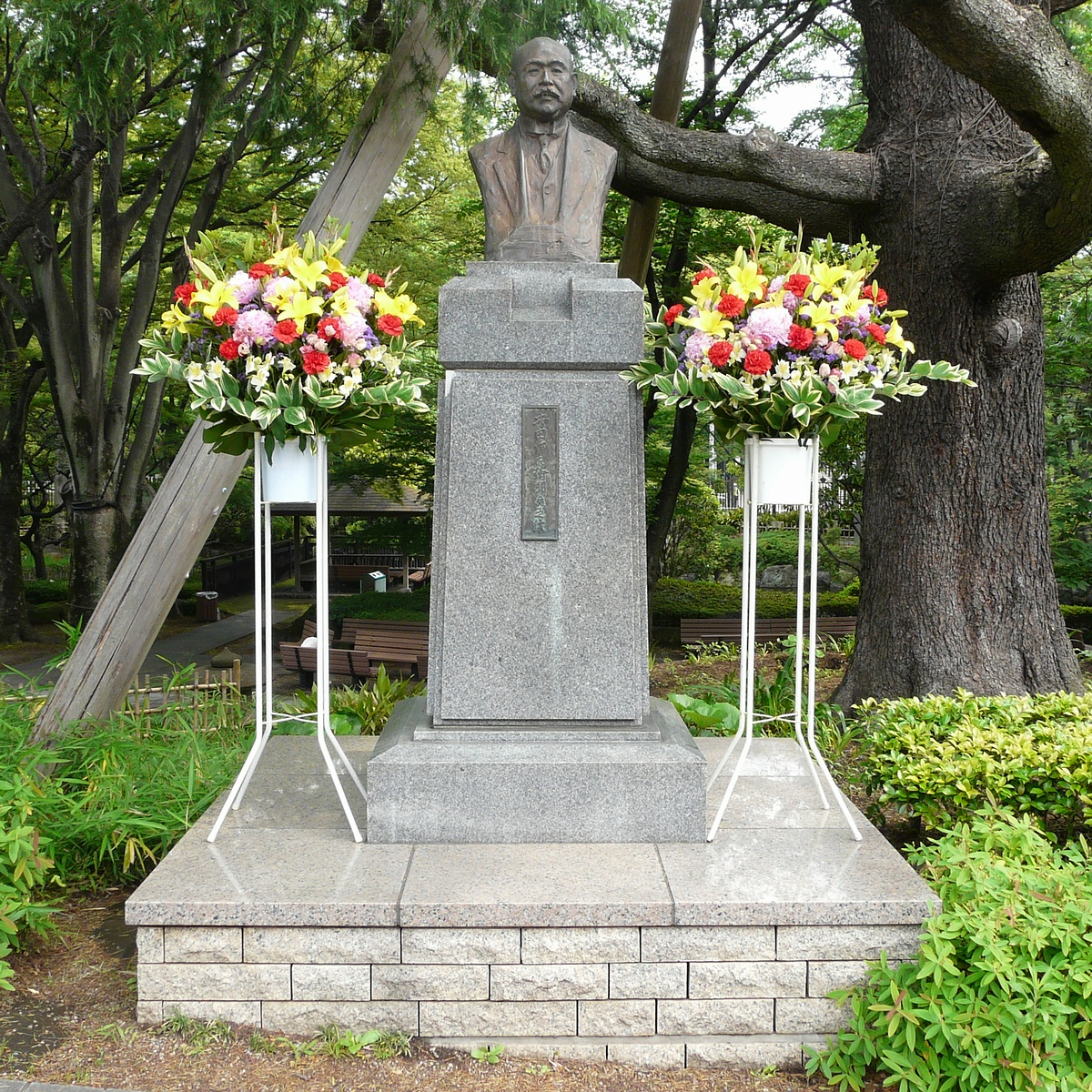
安田伊左衛門像（東京競馬場）

安田記念（やすだきねん）は、日本中央競馬会（JRA）が東京競馬場で施行する中央競馬の重賞競走（GI）である。競馬番組表での名称は「農林水産省賞典 安田記念（のうりんすいさんしょうしょうてん やすだきねん）」と表記される。
競走名の「安田」は明治・大正・昭和にわたって競馬に携わり、競馬法制定や東京優駿（日本ダービー）の創設などに尽力、日本中央競馬会の初代理事長も務めた安田伊左衛門に由来。東京競馬場には、安田の功績を称え胸像が建立されている。
正賞は農林水産大臣賞、日本馬主協会連合会会長賞、ブリーダーズカップ・チャレンジ賞。

## 概要
中央競馬における上半期のマイル王決定戦として位置づけられているGI競走。
1951年に、「安田賞（やすだしょう）」の名称で創設。名称の由来（前述）となった安田伊左衛門が1958年に死去したため、同年より現名称に改称された。
創設当初は東京競馬場の芝1600mで4歳（現3歳）以上の馬によるハンデキャップ競走として施行されたが、1984年にグレード制が導入されGIに格付け、施行時期も優駿牝馬（オークス）の前に移され5歳（現4歳）以上の馬による定量戦に変更。1996年からは東京優駿（日本ダービー）の翌週に移設のうえ競走条件も「4歳（現3歳）以上」に変更され、現在に至る。2005年から2011年までは「アジアマイルチャレンジ」の対象レースとしても施行された。
外国産馬は1984年から、外国馬は1993年からそれぞれ出走可能になったほか、1995年からは地方競馬所属馬も出走可能になった。
2016年からブリーダーズカップ・チャレンジの対象競走に指定され、優勝馬には当該年のブリーダーズカップ・マイルへの優先出走権と出走登録料・輸送費用の一部負担の特権が付与される。
2017年より、本競走の1 - 3着馬には当該年に行われるジャック・ル・マロワ賞（G1）への優先出走権が付与されることになった。2018年よりヴィクトリアマイルとともにデスティナシオンフランスの名称でジャック・ル・マロワ賞と提携。2021年よりムーラン・ド・ロンシャン賞（G1）も対象競走に追加され、上位3頭に優先出走権が付与される。

### 国際的評価
世界の競馬開催国は、平地競走については国際セリ名簿基準書においてパートIからパートIIIまでランク分けされており、2016年時点で日本は平地競走が最上位のパートIにランク付けされている。
また、各国の主要な競走は国際的な統一判断基準で評価されており、競馬の競走における距離別の区分法として定着しているSMILE区分によると、安田記念は「Mile（1301m - 1899m）」に分類される。国際競馬統括機関連盟（IFHA）が公表した2020年の年間レースレーティングの平均値に基づく「世界のトップ100GIレース」によると、安田記念は全体の7位にランキングされた。「Mile（1301m - 1899m）」のカテゴリーからランクインした外国の競走との比較では、ジャック・ル・マロワ賞とならんで最高の評価となっている。

### 競走条件
以下の内容は、2025年現在のもの。
出走資格：サラ系3歳以上（出走可能頭数：最大18頭）
- JRA所属馬
- 地方競馬所属馬（出走資格のある馬のみ）
- 外国調教馬（優先出走）

負担重量：定量（3歳54kg、4歳以上58kg、牝馬2kg減）
- 第1回 - 第33回はハンデキャップ、第34回 - 第45回は57kg、牝馬2kg減、南半球産4歳馬1kg減[2]。

出馬投票を行った馬のうち優先出走権（次節参照）のある馬から優先して割り当て、その他の馬は「通算収得賞金」+「過去1年間の収得賞金」+「過去2年間のGI（JpnI）競走の収得賞金」の総計が多い順に割り当てる。

### 優先出走権
外国馬、およびレーティング順位の上位5頭（牡馬・セン馬は110ポンド、牝馬は106ポンド以上であることが条件）は本競走に優先出走できる。
JRA所属馬・地方競馬所属馬は同年に行われる以下の競走で1着となった馬に、優先出走権が付与される。
| 競走名                 | 格  | 競馬場     | 距離    |
| ---------------------- | --- | ---------- | ------- |
| マイラーズカップ       | GII | 京都競馬場 | 芝1600m |
| 京王杯スプリングカップ | GII | 東京競馬場 | 芝1400m |

#### 地方競馬所属馬の出走資格
地方競馬所属馬は同年に行われる下表の競走で2着以内となった馬に、優先出走権が付与される。
| 競走名                 | 格  | 競馬場     | 距離    |
| ---------------------- | --- | ---------- | ------- |
| マイラーズカップ       | GII | 京都競馬場 | 芝1600m |
| 京王杯スプリングカップ | GII | 東京競馬場 | 芝1400m |

上記のほか、高松宮記念及び大阪杯の2着以内馬（本競走とヴィクトリアマイルのいずれかを選択）・NHKマイルカップの3着以内馬・ヴィクトリアマイルの2着以内馬も本競走に出走できる。
また、指定された外国の国際G1競走（2歳G1は除く）優勝馬、地方競馬のダート交流GI・JpnI競走（2歳GI・JpnIは除く）優勝馬にも出走資格が与えられる。

### 賞金
2025年の1着賞金は1億8000万円で、以下2着7200万円、3着4500万円、4着2700万円、5着1800万円。

## 歴史

### 年表
- 1951年 - 4歳以上の馬によるハンデキャップ競走として「安田賞」の名称で創設、東京競馬場の芝1600mで施行[8]。
- 1958年 - 名称を「安田記念」に変更[8]。
- 1972年 - 流行性の馬インフルエンザの影響で7月に順延開催。
- 1984年
  - グレード制施行によりGI[注 1]に格付け[8]。
  - 名称を「農林水産省賞典 安田記念」に変更[8]。
  - 競走条件を「5歳以上」に変更[2]。
  - 混合競走に指定され、外国産馬が出走可能になる[2]。
- 1993年 - 国際競走に変更され、外国調教馬が5頭まで出走可能になる[2]。
- 1995年 - 指定交流競走に指定され、地方競馬所属馬が出走可能になる[2]。
- 1996年 - 競走条件を「4歳以上」に変更[2]。
- 2001年 - 馬齢表示の国際基準への変更に伴い、競走条件を「3歳以上」に変更[2]。
- 2004年 - 国際セリ名簿基準作成委員会より国際GIに格付け。
- 2005年 - 外国調教馬の出走枠が9頭に拡大[18]。
- 2014年 - トライアル制を確立し、指定された競走の1着馬に優先出走を認める。
- 2016年 - 「ブリーダーズカップ・チャレンジ」指定競走となる。
- 2020年 - 新型コロナウイルスの感染拡大防止のため、「無観客競馬」として実施[19]。
- 2022年 - 安田伊左衛門の生誕150年にあたることから、「安田伊左衛門生誕150周年記念」の副題を付して実施[20]。
- 2023年 - 「競馬法100周年記念」の副題を付して実施[21]。
- 2024年 - 香港のロマンチックウォリアーが2006年のブリッシュラック以来3頭目となる香港勢による制覇、並びに史上4頭目の外国馬による安田記念制覇となった。
- 2025年 - 本競走としては2009年以来となる生演奏によるファンファーレを実施（演奏者は東京トゥインクルファンファーレ（TTF）のメンバーによる演奏）[22]。

## 歴代優勝馬
距離はすべて芝コース。
優勝馬の馬齢は、2000年以前も現行表記に揃えている。
日本馬の所属表記は1953年までが「国営」、1954年以降は「JRA」としている。外国馬の所属表記は出典が明記されているもののみ表記し、検証できないものは空欄とした。
競走名は第7回まで「安田賞」、第8回以降は「安田記念」。
| 回数   | 施行日        | 競馬場 | 距離  | 優勝馬                   | 性齢 | 所属 | タイム   | 優勝騎手       | 管理調教師       | 馬主                         | 単勝オッズ | 単勝人気 | 1着本賞金   |
| ------ | ------------- | ------ | ----- | ------------------------ | ---- | ---- | -------- | -------------- | ---------------- | ---------------------------- | ---------- | -------- | ----------- |
| 第1回  | 1951年7月1日  | 東京   | 1600m | イツセイ                 | 牡3  | 国営 | 1:38 0/5 | 保田隆芳       | 尾形藤吉         | 岩崎利明                     |            | 1        |             |
| 第2回  | 1952年7月6日  | 東京   | 1600m | スウヰイスー             | 牝3  | 国営 | 1:39 0/5 | 保田隆芳       | 松山吉三郎       | 高峰三枝子                   |            | 4        |             |
| 第3回  | 1953年6月14日 | 東京   | 1600m | スウヰイスー             | 牝4  | 国営 | 1:38 1/5 | 保田隆芳       | 尾形藤吉         | 高峰三枝子                   |            | 2        |             |
| 第4回  | 1954年6月6日  | 東京   | 1600m | フソウ                   | 牡4  | JRA  | 1:41 2/5 | 高橋英夫       | 鈴木信太郎       | 中村正行                     |            | 4        |             |
| 第5回  | 1955年6月12日 | 東京   | 1600m | クリチカラ               | 牡5  | JRA  | 1:38 4/5 | 森安弘明       | 尾形藤吉         | 栗林友二                     |            | 7        |             |
| 第6回  | 1956年6月10日 | 東京   | 1600m | ヨシフサ                 | 牡4  | JRA  | 1:38 2/5 | 渡辺正人       | 中村広           | 岡田吉信                     |            | 4        | 60万円      |
| 第7回  | 1957年6月9日  | 東京   | 1600m | ヘキラク                 | 牡4  | JRA  | 1:38 4/5 | 蛯名武五郎     | 藤本冨良         | 浅井礼三                     |            | 2        | 70万円      |
| 第8回  | 1958年6月1日  | 東京   | 1600m | ラプソデー               | 牡4  | JRA  | 1:37 2/5 | 坂本栄三郎     | 小西喜蔵         | 椎野浅五郎                   | 9.2        | 3        | 80万円      |
| 第9回  | 1959年6月7日  | 東京   | 1600m | ヒシマサル               | 牡4  | JRA  | 1:37 3/5 | 小野定夫       | 矢野幸夫         | 阿部雅信                     | 3.2        | 1        | 120万円     |
| 第10回 | 1960年6月5日  | 東京   | 1800m | オンワードベル           | 牡4  | JRA  | 1:50.2   | 高橋英夫       | 二本柳俊夫       | 樫山純三                     | 8.8        | 3        | 150万円     |
| 第11回 | 1961年6月11日 | 東京   | 1800m | ホマレボシ               | 牡4  | JRA  | 1:49.7   | 八木沢勝美     | 稗田敏男         | 川口文子                     | 8.0        | 3        | 150万円     |
| 第12回 | 1962年6月10日 | 東京   | 1600m | トウコン                 | 牡4  | JRA  | 1:38.3   | 山岡忞         | 矢野幸夫         | 塩飽望                       | 16.4       | 7        | 150万円     |
| 第13回 | 1963年6月2日  | 東京   | 1600m | ヤマノオー               | 牡4  | JRA  | 1:36.6   | 森安弘明       | 内藤潔           | 内藤潔                       | 12.7       | 4        | 180万円     |
| 第14回 | 1964年6月7日  | 東京   | 1600m | シモフサホマレ           | 牡5  | JRA  | 1:37.2   | 油木宣夫       | 矢野幸夫         | 山口米吉                     | 5.1        | 2        | 180万円     |
| 第15回 | 1965年6月6日  | 東京   | 1600m | パナソニツク             | 牝5  | JRA  | 1:37.6   | 嶋田功         | 稲葉幸夫         | 那須野牧場                   | 7.8        | 3        | 200万円     |
| 第16回 | 1966年6月5日  | 東京   | 1600m | ヒシマサヒデ             | 牡4  | JRA  | 1:39.5   | 小野定夫       | 稗田敏男         | 阿部雅信                     | 5.4        | 2        | 400万円     |
| 第17回 | 1967年5月21日 | 中山   | 1600m | ブツシヤン               | 牡5  | JRA  | 1:36.3   | 大和田稔       | 二本柳俊夫       | 河野魁                       | 3.4        | 2        | 550万円     |
| 第18回 | 1968年6月30日 | 東京   | 1600m | シエスキイ               | 牡5  | JRA  | 1:36.7   | 郷原洋行       | 大久保房松       | 小林庄平                     | 2.0        | 1        | 700万円     |
| 第19回 | 1969年6月1日  | 東京   | 1600m | ハードウエイ             | 牝4  | JRA  | 1:35.9   | 加賀武見       | 柄崎義信         | 鈴木健司                     | 23.5       | 10       | 1000万円    |
| 第20回 | 1970年5月31日 | 東京   | 1600m | メジロアサマ             | 牡4  | JRA  | 1:35.9   | 矢野一博       | 保田隆芳         | 北野豊吉                     | 4.6        | 1        | 1200万円    |
| 第21回 | 1971年6月20日 | 東京   | 1600m | ハーバーゲイム           | 牝4  | JRA  | 1:36.8   | 野平祐二       | 野平省三         | 小川乕三                     | 4.9        | 2        | 1400万円    |
| 第22回 | 1972年7月23日 | 東京   | 1600m | ラファール               | 牝4  | JRA  | 1:38.4   | 中島啓之       | 奥平真治         | 高木美典                     | 42.7       | 13       | 1400万円    |
| 第23回 | 1973年6月10日 | 東京   | 1600m | ハクホオショウ           | 牡4  | JRA  | 1:35.7   | 伊藤正徳       | 尾形藤吉         | 西博                         | 5.5        | 1        | 1500万円    |
| 第24回 | 1974年6月9日  | 東京   | 1600m | キョウエイグリーン       | 牝5  | JRA  | 1:35.7   | 東信二         | 境勝太郎         | 松岡正雄                     | 22.5       | 9        | 1800万円    |
| 第25回 | 1975年6月8日  | 東京   | 1600m | サクライワイ             | 牝4  | JRA  | 1:36.6   | 小島太         | 高木良三         | （株）さくらコマース         | 12.0       | 6        | 2100万円    |
| 第26回 | 1976年6月13日 | 東京   | 1600m | ニシキエース             | 牡5  | JRA  | 1:36.6   | 森安重勝       | 森安弘昭         | 小林清                       | 5.5        | 2        | 2300万円    |
| 第27回 | 1977年6月12日 | 東京   | 1600m | スカッシュソロン         | 牝4  | JRA  | 1:35.1   | 横田吉光       | 古賀嘉蔵         | 飯田正                       | 7.2        | 2        | 2400万円    |
| 第28回 | 1978年6月11日 | 東京   | 1600m | ニッポーキング           | 牡5  | JRA  | 1:35.1   | 郷原洋行       | 久保田金造       | 山石祐一                     | 3.1        | 1        | 2500万円    |
| 第29回 | 1979年6月10日 | 東京   | 1600m | ロイヤルシンザン         | 牡4  | JRA  | 1:35.7   | 的場均         | 大久保房松       | 鄭恩植                       | 18.6       | 8        | 2500万円    |
| 第30回 | 1980年6月8日  | 東京   | 1600m | ブルーアレツ             | 牡5  | JRA  | 1:36.0   | 嶋田功         | 見上恒芳         | 佐野済                       | 14.5       | 6        | 2800万円    |
| 第31回 | 1981年6月7日  | 東京   | 1600m | タケデン                 | 牡6  | JRA  | 1:36.7   | 増沢末夫       | 元石孝昭         | 武市伝一                     | 26.2       | 7        | 2900万円    |
| 第32回 | 1982年6月13日 | 東京   | 1600m | スイートネイティブ       | 牝5  | JRA  | 1:35.0   | 岡部幸雄       | 野平祐二         | 和田共弘                     | 16.6       | 6        | 3100万円    |
| 第33回 | 1983年6月12日 | 東京   | 1600m | キヨヒダカ               | 牡5  | JRA  | 1:35.8   | 増沢末夫       | 森安弘昭         | 清峯隆                       | 19.1       | 6        | 3200万円    |
| 第34回 | 1984年5月13日 | 東京   | 1600m | ハッピープログレス       | 牡6  | JRA  | 1:37.8   | 田原成貴       | 山本正司         | 藤田晋                       | 9.3        | 2        | 5000万円    |
| 第35回 | 1985年5月12日 | 東京   | 1600m | ニホンピロウイナー       | 牡5  | JRA  | 1:35.1   | 河内洋         | 服部正利         | 小林百太郎                   | 1.1        | 1        | 5200万円    |
| 第36回 | 1986年5月11日 | 東京   | 1600m | ギャロップダイナ         | 牡6  | JRA  | 1:35.5   | 柴崎勇         | 矢野進           | （有）社台レースホース       | 2.8        | 1        | 5400万円    |
| 第37回 | 1987年5月17日 | 東京   | 1600m | フレッシュボイス         | 牡4  | JRA  | 1:35.7   | 柴田政人       | 境直行           | 円城和男                     | 11.9       | 3        | 6000万円    |
| 第38回 | 1988年5月15日 | 東京   | 1600m | ニッポーテイオー         | 牡5  | JRA  | 1:34.2   | 郷原洋行       | 久保田金造       | 山石祐一                     | 1.5        | 1        | 6700万円    |
| 第39回 | 1989年5月14日 | 東京   | 1600m | バンブーメモリー         | 牡4  | JRA  | 1:34.3   | 岡部幸雄       | 武邦彦           | 竹田辰一                     | 18.7       | 10       | 7200万円    |
| 第40回 | 1990年5月13日 | 東京   | 1600m | オグリキャップ           | 牡5  | JRA  | 1:32.4   | 武豊           | 瀬戸口勉         | 近藤俊典                     | 1.4        | 1        | 8000万円    |
| 第41回 | 1991年5月12日 | 東京   | 1600m | ダイイチルビー           | 牝4  | JRA  | 1:33.8   | 河内洋         | 伊藤雄二         | 辻本春雄                     | 5.7        | 2        | 8700万円    |
| 第42回 | 1992年5月17日 | 東京   | 1600m | ヤマニンゼファー         | 牡4  | JRA  | 1:33.8   | 田中勝春       | 栗田博憲         | 土井宏二                     | 35.2       | 11       | 9300万円    |
| 第43回 | 1993年5月16日 | 東京   | 1600m | ヤマニンゼファー         | 牡5  | JRA  | 1:33.5   | 柴田善臣       | 栗田博憲         | 土井宏二                     | 5.4        | 2        | 9300万円    |
| 第44回 | 1994年5月15日 | 東京   | 1600m | ノースフライト           | 牝4  | JRA  | 1:33.2   | 角田晃一       | 加藤敬二         | （有）大北牧場               | 7.0        | 5        | 9300万円    |
| 第45回 | 1995年5月14日 | 東京   | 1600m | ハートレイク             | 牡4  | UAE  | 1:33.2   | 武豊           | S.ビン・スルール | ゴドルフィン                 | 10.3       | 4        | 9400万円    |
| 第46回 | 1996年6月9日  | 東京   | 1600m | トロットサンダー         | 牡7  | JRA  | 1:33.1   | 横山典弘       | 相川勝敏         | 藤本照男                     | 3.4        | 1        | 9400万円    |
| 第47回 | 1997年6月8日  | 東京   | 1600m | タイキブリザード         | 牡6  | JRA  | 1:33.8   | 岡部幸雄       | 藤沢和雄         | （有）大樹ファーム           | 2.3        | 1        | 9400万円    |
| 第48回 | 1998年6月14日 | 東京   | 1600m | タイキシャトル           | 牡4  | JRA  | 1:37.5   | 岡部幸雄       | 藤沢和雄         | （有）大樹ファーム           | 1.3        | 1        | 9400万円    |
| 第49回 | 1999年6月13日 | 東京   | 1600m | エアジハード             | 牡4  | JRA  | 1:33.3   | 蛯名正義       | 伊藤正徳         | （株）ラッキーフィールド     | 17.7       | 4        | 9400万円    |
| 第50回 | 2000年6月4日  | 東京   | 1600m | フェアリーキングプローン | 騸5  | 香港 | 1:33.9   | R.フラッド     | I.アラン         | P.ロー                       | 39.9       | 10       | 9400万円    |
| 第51回 | 2001年6月3日  | 東京   | 1600m | ブラックホーク           | 牡7  | JRA  | 1:33.0   | 横山典弘       | 国枝栄           | 金子真人                     | 20.1       | 9        | 9400万円    |
| 第52回 | 2002年6月2日  | 東京   | 1600m | アドマイヤコジーン       | 牡6  | JRA  | 1:33.3   | 後藤浩輝       | 橋田満           | 近藤利一                     | 15.8       | 7        | 9400万円    |
| 第53回 | 2003年6月8日  | 東京   | 1600m | アグネスデジタル         | 牡6  | JRA  | 1:32.1   | 四位洋文       | 白井寿昭         | 渡辺孝男                     | 9.4        | 4        | 9400万円    |
| 第54回 | 2004年6月6日  | 東京   | 1600m | ツルマルボーイ           | 牡6  | JRA  | 1:32.6   | 安藤勝己       | 橋口弘次郎       | 鶴田任男                     | 11.3       | 6        | 9400万円    |
| 第55回 | 2005年6月5日  | 東京   | 1600m | アサクサデンエン         | 牡6  | JRA  | 1:32.3   | 藤田伸二       | 河野通文         | 田原源一郎                   | 12.3       | 7        | 9400万円    |
| 第56回 | 2006年6月4日  | 東京   | 1600m | ブリッシュラック         | 騸7  | 香港 | 1:32.6   | B.プレブル     | A.クルーズ       | W.ウォン                     | 6.4        | 3        | 1億円       |
| 第57回 | 2007年6月3日  | 東京   | 1600m | ダイワメジャー           | 牡6  | JRA  | 1:32.3   | 安藤勝己       | 上原博之         | 大城敬三                     | 4.4        | 2        | 1億円       |
| 第58回 | 2008年6月8日  | 東京   | 1600m | ウオッカ                 | 牝4  | JRA  | 1:32.7   | 岩田康誠       | 角居勝彦         | 谷水雄三                     | 4.1        | 2        | 1億円       |
| 第59回 | 2009年6月7日  | 東京   | 1600m | ウオッカ                 | 牝5  | JRA  | 1:33.5   | 武豊           | 角居勝彦         | 谷水雄三                     | 1.8        | 1        | 1億円       |
| 第60回 | 2010年6月6日  | 東京   | 1600m | ショウワモダン           | 牡6  | JRA  | 1:31.7   | 後藤浩輝       | 杉浦宏昭         | 山岸桂市                     | 13.9       | 8        | 1億円       |
| 第61回 | 2011年6月5日  | 東京   | 1600m | リアルインパクト         | 牡3  | JRA  | 1:32.0   | 戸崎圭太       | 堀宣行           | （有）キャロットファーム     | 29.3       | 9        | 1億円       |
| 第62回 | 2012年6月3日  | 東京   | 1600m | ストロングリターン       | 牡6  | JRA  | 1:31.3   | 福永祐一       | 堀宣行           | 吉田照哉                     | 6.7        | 2        | 1億円       |
| 第63回 | 2013年6月2日  | 東京   | 1600m | ロードカナロア           | 牡5  | JRA  | 1:31.5   | 岩田康誠       | 安田隆行         | （株）ロードホースクラブ     | 4.0        | 1        | 1億円       |
| 第64回 | 2014年6月8日  | 東京   | 1600m | ジャスタウェイ           | 牡5  | JRA  | 1:36.8   | 柴田善臣       | 須貝尚介         | 大和屋暁                     | 1.7        | 1        | 1億円       |
| 第65回 | 2015年6月7日  | 東京   | 1600m | モーリス                 | 牡4  | JRA  | 1:32.0   | 川田将雅       | 堀宣行           | 吉田和美                     | 3.7        | 1        | 1億円       |
| 第66回 | 2016年6月5日  | 東京   | 1600m | ロゴタイプ               | 牡6  | JRA  | 1:33.0   | 田辺裕信       | 田中剛           | 吉田照哉                     | 36.9       | 8        | 1億300万円  |
| 第67回 | 2017年6月4日  | 東京   | 1600m | サトノアラジン           | 牡6  | JRA  | 1:31.5   | 川田将雅       | 池江泰寿         | （株）サトミホースカンパニー | 12.4       | 7        | 1億300万円  |
| 第68回 | 2018年6月3日  | 東京   | 1600m | モズアスコット           | 牡4  | JRA  | 1:31.3   | C.ルメール     | 矢作芳人         | （株）キャピタル・システム   | 15.7       | 9        | 1億1000万円 |
| 第69回 | 2019年6月2日  | 東京   | 1600m | インディチャンプ         | 牡4  | JRA  | 1:30.9   | 福永祐一       | 音無秀孝         | （有）シルクレーシング       | 19.2       | 4        | 1億1000万円 |
| 第70回 | 2020年6月7日  | 東京   | 1600m | グランアレグリア         | 牝4  | JRA  | 1:31.6   | 池添謙一       | 藤沢和雄         | （有）サンデーレーシング     | 12.0       | 3        | 1億3000万円 |
| 第71回 | 2021年6月6日  | 東京   | 1600m | ダノンキングリー         | 牡5  | JRA  | 1:31.7   | 川田将雅       | 萩原清           | （株）ダノックス             | 47.6       | 8        | 1億3000万円 |
| 第72回 | 2022年6月5日  | 東京   | 1600m | ソングライン             | 牝4  | JRA  | 1:32.3   | 池添謙一       | 林徹             | （有）サンデーレーシング     | 8.2        | 4        | 1億8000万円 |
| 第73回 | 2023年6月4日  | 東京   | 1600m | ソングライン             | 牝5  | JRA  | 1:31.4   | 戸崎圭太       | 林徹             | （有）サンデーレーシング     | 7.4        | 4        | 1億8000万円 |
| 第74回 | 2024年6月2日  | 東京   | 1600m | ロマンチックウォリアー   | 騸6  | 香港 | 1:32.3   | J.マクドナルド | C.シャム         | P.ラウ                       | 3.6        | 1        | 1億8000万円 |
| 第75回 | 2025年6月8日  | 東京   | 1600m | ジャンタルマンタル       | 牡4  | JRA  | 1:32.7   | 川田将雅       | 高野友和         | （有）社台レースホース       | 4.3        | 2        | 1億8000万円 |

## 安田記念の記録
- レースレコード - 1:30.9（第69回優勝馬インディチャンプ）[25][26]
  - 優勝タイム最遅記録 - 1:41 2/5（第4回優勝馬フソウ）[27]
- 最低単勝支持率での勝利 - 1.67%（第71回優勝馬ダノンキングリー）[28]
- 最高単勝払戻金額 - 4760円（第71回優勝馬ダノンキングリー）[28]
- 最年長優勝馬 - 7歳
  - トロットサンダー（第46回）、ブラックホーク（第51回）、ブリッシュラック（第56回）
- 最年少優勝馬 - 3歳
  - イツセイ（第1回）、スウヰイスー（第2回）、リアルインパクト（第61回）
- 最多優勝馬 - 2勝
  - スウヰイスー（第2回・第3回）、ヤマニンゼファー（第42回・第43回）、ウオッカ（第58回・第59回）、ソングライン（第72回・第73回）
- 最多優勝騎手 - 4勝
  - 岡部幸雄（第32回・第39回・第47回・第48回）、川田将雅（第65回・第67回・第71回・第75回）[29][30]
- 最多勝調教師 - 4勝
  - 尾形藤吉（第1回・第3回・第5回・第23回）[31][32]
- 最多勝利種牡馬 - 4勝
  - ディープインパクト（第61回・第67回・第70回・第71回）[33]
- 親子制覇
  - ヒシマサル - ヒシマサヒデ
  - ニホンピロウイナー - ヤマニンゼファー
  - エアジハード - ショウワモダン
- 騎手・調教師の両方で優勝
  - 保田隆芳（第1回〜第3回、第20回）、森安弘昭（第5回・第13回、第26回・第33回）、野平祐二（第21回、第32回）、伊藤正徳（第23回、第49回）